# Erucius singularis
Erucius singularis är en insektsart som beskrevs av Bolívar, C. 1944. Erucius singularis ingår i släktet Erucius och familjen Chorotypidae. Inga underarter finns listade i Catalogue of Life.